# Kanton Millau-2
Der Kanton Millau-2 ist ein französischer Wahlkreis im Département Aveyron in der Region Okzitanien. Er umfasst einen Teilbereich der Gemeinde Millau und fünf weitere Gemeinden im Arrondissement Millau. Durch die landesweite Neuordnung der französischen Kantone wurde er 2015 neu geschaffen.

## Gemeinden
Der Kanton besteht aus sechs Gemeinden und Gemeindeteilen mit insgesamt 14.079 Einwohnern (Stand: 1. Januar 2022) auf einer Gesamtfläche von 297,59 km²:
| Gemeinde            | Einwohner 1. Januar 2022 | Fläche km² | Dichte Einw./km² | Code INSEE | Postleitzahl |
| ------------------- | ------------------------ | ---------- | ---------------- | ---------- | ------------ |
| Aguessac            | 924                      | 17,64      | 52               | 12002      | 12520        |
| Compeyre            | 526                      | 10,36      | 51               | 12070      | 12520        |
| Millau              | 10.582                   | 118,24     | 89               | 12145      | 12100        |
| Nant                | 1.017                    | 109,40     | 9                | 12168      | 12230        |
| Paulhe              | 365                      | 4,72       | 77               | 12178      | 12520        |
| Saint-Jean-du-Bruel | 665                      | 37,23      | 18               | 12231      | 12230        |
| Kanton Millau-2     | 14.079                   | 297,59     | 47               | 1212       | –            |

1. ↑   Nur der südöstliche Teil der Gemeinde, der Rest gehört zum Kanton Millau-1.

## Politik
| Vertreter im Departementrat | Vertreter im Departementrat         | Vertreter im Departementrat |
| Amtszeit                    | Namen                               | Partei                      |
| --------------------------- | ----------------------------------- | --------------------------- |
| 2015–2021                   | Sylvie Ayot Jean-François Galliard  | UDI                         |
| 2021–                       | Karine Orcel Jean-François Galliard | DVD UDI                     |